# 대혜성

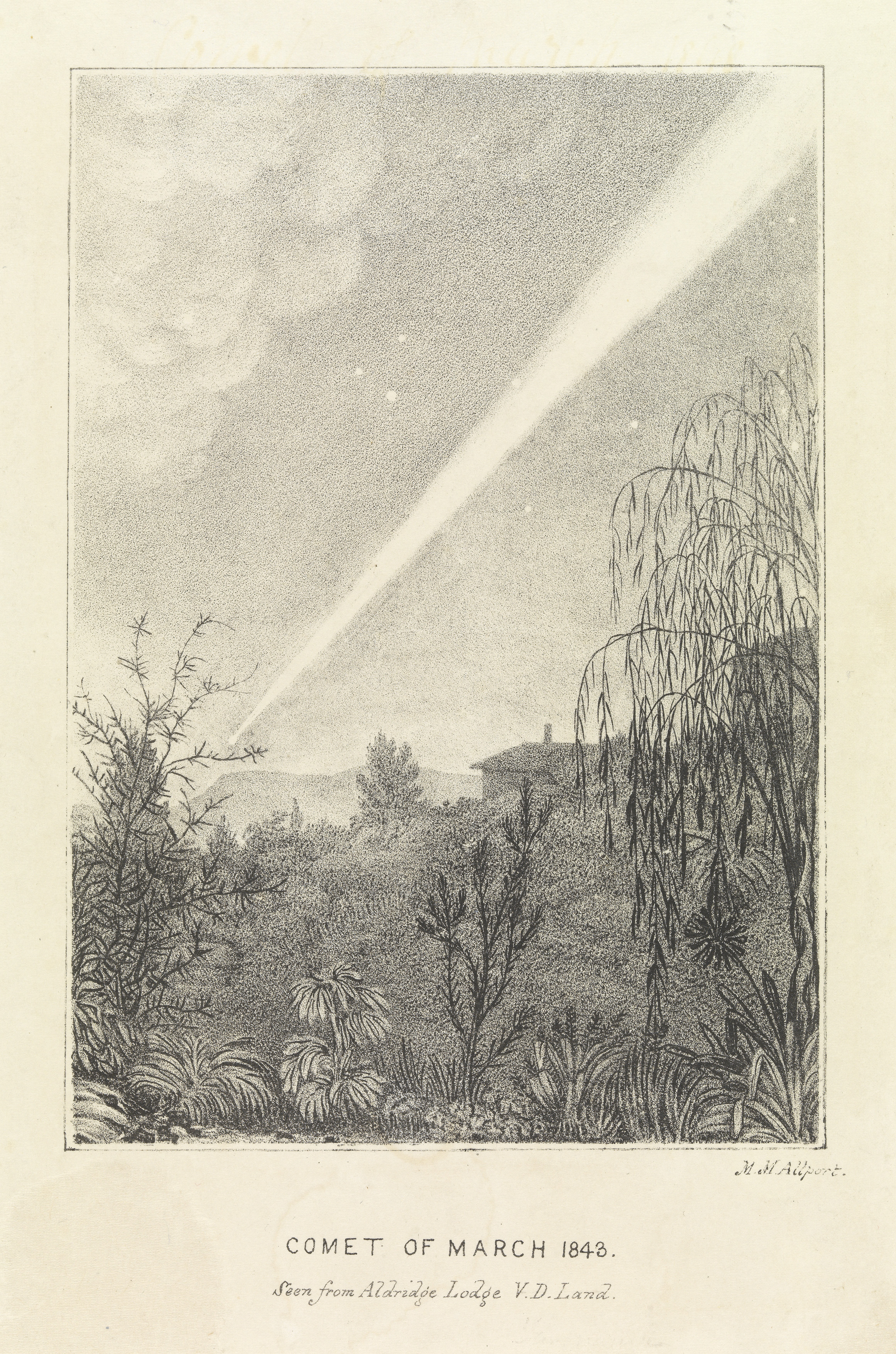
1843년 대혜성의 모습.

대혜성(大彗星)은 (지구상의 관측자의 입장에서) 특히 밝고 장엄하게 빛나는 혜성을 말한다. 대혜성은 평균 10년에 한 번 정도 등장한다. 이러한 혜성들은 보통 발견자의 명칭을 따라서 이름을 붙이지만, 가장 밝게 빛난 연도를 따라서 '~년의 대혜성'으로 불리기도 한다.

## 주요 대혜성
- 카이사르 혜성 (기원전 44년)
- 1066년 대혜성 - 핼리 혜성으로 밝혀짐
- 1106년 대혜성
- 1264년 대혜성
- 1402년 대혜성
- 1556년 대혜성
- 1577년 대혜성
- 1680년 대혜성
- 1744년 대혜성
- 1811년 대혜성
- 1843년 대혜성
- 도나티 혜성 (1858년)
- 1861년 대혜성
- 1882년 대혜성
- 핼리 혜성 (1910년)
- 1910년 1월의 대혜성
- Skjellerup-Maristany 혜성 (1927년)
- 아렌드-로날드 혜성 (1957년)
- 이케야-세키 혜성 (1965년)
- 베넷 혜성 (1970년)
- 웨스트 혜성 (1976년)
- 햐쿠타케 혜성 (1996년)
- 헤일-밥 혜성 (1997년)
- 맥노트 혜성 (2007년)
- 러브조이 혜성 (2011년)
- 니오와이즈(NEOWISE)혜성 (2020년)